# Suqian
Suqian is een stad in de gelijknamige prefectuur in het noorden van de oostelijke provincie Jiangsu, Volksrepubliek China. Bij de volkstelling van 2020 had de stad 1.081.559 inwoners. De prefectuur had 4.986.192 inwoners. Andere grote steden in de prefectuur zijn Shuyang, Sihong en Siyang.
Suqian grenst aan Xuzhou in het noordwesten, Lianyungang in het noordoosten, Huai'an in het zuiden, en de provincie Anhui in het westen.

## Bestuurlijke indeling
De stadsprefectuur bestaat uit vijf administratieve onderindelingen, twee districten en drie arrondissementen. In onderstaande tabel de bevolkingscijfers van de census van 2010.
| Kaart | Kaart          | Kaart  | Kaart        | Kaart     | Kaart       | Kaart   |
| --- | -------------- | ------ | ------------ | --------- | ----------- | ------- |
| Hongze- meer Luoma- meer Sucheng district Suyu district Shuyang arrondissement Siyang arrondissement Sihong arrondissement |                |        |              |           |             |         |
| Stadsdeel | Bestuursvorm   | Hanzi  | Pinyin       | Inwoners  | Oppervlakte | Inw/km² |
| Stadscentrum |                |        |              |           |             |         |
| Sucheng | district       | 宿城区 | Sùchéng Qū   | 796.627   | 854         | 932,81  |
| Voorstedelijk |                |        |              |           |             |         |
| Suyu | district       | 宿豫区 | Sùyù Qū      | 641.059   | 1.254       | 511,21  |
| Landelijk |                |        |              |           |             |         |
| Shuyang | arrondissement | 沭阳县 | Shùyáng Xiàn | 1.538.054 | 2.298       | 669,30  |
| Siyang | arrondissement | 泗阳县 | Sìyáng Xiàn  | 830.502   | 1.418       | 585,68  |
| Sihong | arrondissement | 泗洪县 | Sìhóng Xiàn  | 903.311   | 2.731       | 332,95  |
| Totaal | Totaal         | Totaal | Totaal       | 4.715.553 | 8.555       | 551,20  |